# جوش هاريس (عداء مسافات طويلة)
جوش هاريس (بالإنجليزية: Josh Harris)‏ هو عداء مسافات طويلة أسترالي، ولد في 3 يوليو 1990.

## وصلات خارجية
- جوش هاريس على موقع الاتحاد الدولي لألعاب القوى (الإنجليزية)